# 三英
株式会社三英（さんえい、英: SAN-EI Corporation）は、千葉県流山市に本社を置く卓球台・遊具などを製造する会社。1962年設立。

## 会社概要
元々は東京都台東区上野にあった材木店「松田材木店」が、1957年に流山市内に卓球台製造工場をつくったのがはじまりである。その後、1962年に卓球台部門が独立してできた企業が三英である。現在においても、国内における卓球台製造のシェアの7割を占めており、夏季オリンピック（1992年バルセロナ、2016年リオ、2020年東京）や、世界卓球選手権等といった国際大会での使用実績も多い。
卓球台の他にも、公園等で設置されている遊具などを製造販売する企業。ジャングルジムや滑り台といった一般的なものから、健康遊具まで多岐にわたって企画製造されている。スポーツの分野でも、卓球以外で跳び箱・マット、水泳用コースロープや、フィットネスマシンなどといったスポーツ用品などの取り扱いも多くなっている。
特に2005年に発売された遊具「プライムコンビ」は構成パーツを組み立てるタイプの遊具として、高い評判を得ている。
2015年11月、日本体育産業株式会社（本社：長野県長野市 現：株式会社三英日体）の全株式を取得し、関連会社とした。

## 製品
スポーツ関連
- 卓球台
- フィットネスマシーン

遊具・修景関連
- フェンス
- ベンチ
- プランター

## テレビ番組
- 和風総本家（2015年10月15日、テレビ大阪/テレビ東京）[8]
- 下町ロケット（「技人」コーナー）（2015年10月18日、TBS）[9]
- 半分だけで考えてみた!（2022年3月24日、NHK 5月6日、BSプレミアム）[10][11]